# بون (آیداهو)
بون (به انگلیسی: Bone) یک منطقهٔ مسکونی در ایالات متحده آمریکا است که در شهرستان بونوویل، آیداهو واقع شده‌است. بون ۲ نفر جمعیت دارد و ۱٬۸۵۱٫۰۷ متر بالاتر از سطح دریا واقع شده‌است.